# Грозница залеђеног краљевства
Грозница залеђеног краљевства или Залеђена журка (енгл. Frozen Fever) је амерички краткометражни анимирани филм компаније Волт Дизни из 2015. године. Представља први краткометражни наставак филма Залеђено краљевство из 2013. године. У филму, Елса приређује рођенданску журку Ани уз помоћ Кристофа, Олафа и Свена, али због њене прехладе, ствари не иду како је планирала. Филм је имао премијеру 13. марта 2015. године и у биоскопима је приказан уз играни Дизни филм Пепељуга.
У Србији, филм је премијерно приказиван од 12. марта 2015. уз филм Пепељуга. Синхронизација јесте направљена, али је због дистрибуцијске грешке филм у биоскопима приказан титлован. Синхронизација је имала премијеру 15. децембра 2017. године на ХБО. Радио ју је студио Вочаут за Ливада продукцију.

## Улоге
| Лик     | Оригинални глас | Српски глас                                     |
| ------- | --------------- | ----------------------------------------------- |
| Ана     | Кристен Бел     | Андријана Оливерић (дијалози) Лејла Хот (песме) |
| Елса    | Идина Мензел    | Јелена Гавриловић                               |
| Кристоф | Џонатан Гроф    | Иван Босиљчић                                   |
| Олаф    | Џош Гад         | Стефан Бундало (дијалози) Марко Кон (песме)     |
| Окен    | Крис Вилијамс   | Марко Гверо                                     |
| Ханс    | Сантино Фонтана | Никола Булатовић                                |